# Exakt24
Exakt24 är en svensk mediekanal på Internet som betecknar sig som partipolitiskt oberoende. Kanalen beskriver sig själv som "en politiskt oberoende nyhetssajt och plattform för debatt och diskussion" med en konservativ och nationalistisk ledarsida. Kanalen har beskrivits som högerradikal och högerextrem. Medarbetare på Exakt24 har deltagit i riktade trakasserier mot Sahlgrenska sjukhuset, och medarbetare på kanalen har anklagats för att sprida antisemitism.

## Historik
Kanalen lanserades i slutet av oktober 2019 och har utgivningsbevis sedan mars 2020. Chefredaktör är Erik Almqvist, med bakgrund bland annat på Samtiden och som riksdagsledamot för Sverigedemokraterna, medan ansvarig utgivare är Sanna Hill, tidigare chefredaktör för Nationaldemokraternas tidning Nationell Idag. Både Almqvist och Hill medverkar i kanalen.
Bland kanalens övriga medarbetare återfinns bland andra Pavel Gamov, och tidigare även Lennart Matikainen. Vissa av medarbetarna har sin bakgrund i andra så kallade alternativa medier samt politiska partier som Sverigedemokraterna, Nationaldemokraterna och Alternativ för Sverige.

## Verksamhet
Kanalen beskrivs som alternativmedial och drivs med hjälp av prenumerationsintäkter, donationer och statligt stöd ifrån Myndigheten för press, radio och tv. Ansvarigt företag för kanalen är Svensk nätmedia AB, som registrerades i mars 2020. Materialet i kanalen publiceras på dess webbplats, Facebook, Twitter och Instagram. Kanalen fanns tidigare även på Youtube, där den i mars 2021 hade drygt drygt åtta miljoner visningar på sina videoklipp.. Sedan dess har kanalen stängts av från Youtube, med motivationen att man brutit mot plattformens regler. Kanalen är ansluten till det medieetiska systemet via Medieetikens förvaltningsorgan.
Kanalen medverkade på den så kallade alternativa bok- och mediemässan i september 2020 i samarbete med organisationen Education4Future.
I november 2020 arrangerade kanalen tillsammans med Samhällsnytt en gemensam valvaka för det amerikanska presidentvalet. I samband med att mediekanalen Swebbtv blev nedstängd från Youtube i december 2020 publicerade Exakt24 tillsammans med Samhällsnytt, Fria Tider, Nyheter Idag och Nya Tider ett gemensamt upprop till stöd för Swebbtv. Chefredaktör Erik Almqvist har för kanalens räkning agerat valobservatör i Ryssland.